# 로베르트 폰 푸트카머

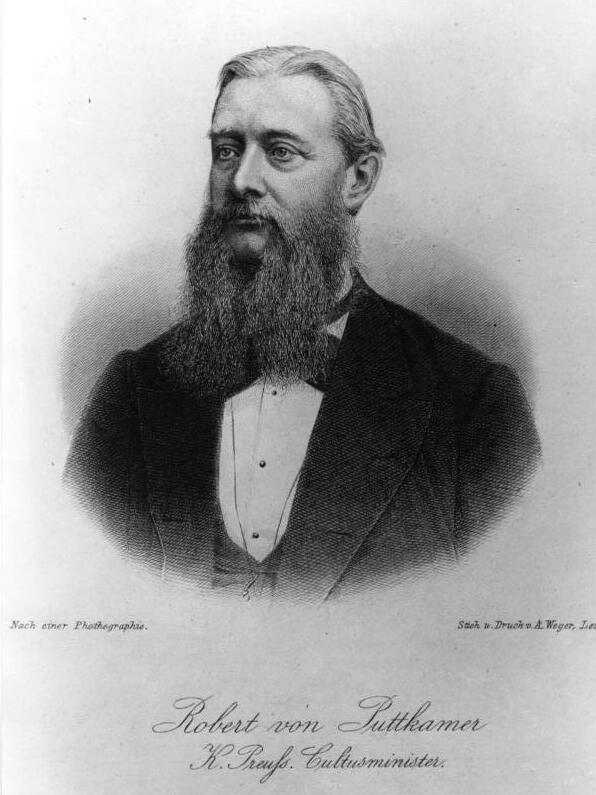
로베르트 폰 푸트카머

로베르트 빅토어 폰 푸트카머(Robert Viktor von Puttkamer, 1828년 5월 5일 ~ 1900년 3월 15일)은 프로이센의 정치인이다.
프랑크푸르트 출신으로 아버지 하인리히 폰 푸트카머는 일대의 귀족이었다. 그의 누나 요한나 폰 푸트카머는 오토 폰 비스마르크와 결혼하였기에, 로베르트는 비스마르크의 처남이기도 했다. 1850년 단치히에서 법학을 공부, 1852년부터 공직생활을 시작하며 여러 지방에서 정무를 맡아 처리하였다. 1871년 독일 제국 성립 이후에는 의회로도 진출하여, 의정 활동을 이어갔으며 1879년에는 프로이센의 교육종교장관에 임명되었고 이후 1881년에는 프로이센 내무장관을 역임하여 제국수상이자 매형인 비스마르크를 보좌하였다. 푸트카머는 보수주의자로서 옛 프로이센의 전통을 유지, 계승하길 원했으며 그로 인해 자유주의 세력으로 많은 비판을 받았다. 또한 여러 시위를 제국에 대한 반항이라 규정하며 많은 이들을 체포하였고 친제국 인사들의 의회 선거를 전폭적으로 지원해주는 등 부정부패 행위와 인권 침해 논란에까지 휩싸였다.
1888년, 황제 빌헬름 1세가 사망하고 그 아들이자 자유주의자인 프리드리히 3세가 즉위하자 모든 공직에서 해임되었고, 1900년에 베를린에서 사망하였다.